# Bildeston
Bildeston – wieś w Anglii, w hrabstwie Suffolk, w dystrykcie Babergh. Leży 18 km na zachód od miasta Ipswich i 98 km na północny wschód od Londynu. Miejscowość liczy 960 mieszkańców.